# Simon Norfolk
Simon Norfolk (Lagos, 24 de janeiro de 1963) é um fotógrafo britânico de arquitetura e paisagem, nascido na Nigéria. Norfolk publicou quatro livros fotográficos do seu trabalho. Vive e trabalha em Brighton & Hove, em Inglaterra. Também chegou a residir em Cabul, no Afeganistão. O seu trabalho é publicado regularmente na National Geographic, na New York Times Magazine, e no The Guardian Weekend.

## Vida e obra
Norfolk nasceu em Lagos, na Nigéria, de pais Ingleses, mas foi educado na Inglaterra. Norfolk estudou fotografia documental no Newport College of Art. Também estudou na Universidade de Bristol e no Hertord College, em Oxford, graduando-se em Filosofia e Sociologia.
É considerado um fotógrafo de paisagens, que se tem dedicado a documentar algumas das mais graves zonas de guerra e de crises de refugiados contemporâneas, muitas vezes retratando as consequências dos conflitos e os seus efeitos na terra e nas pessoas. O site Widewalls afirma que “Sem a subjectividade da maior parte do fotojornalismo, estas paisagens permitem ao espectador tirar as suas próprias conclusões sobre os efeitos da guerra”.
Norfolk quatro livros fotográficos, sendo o primeiro, For Most of It I Have No Words: Genocide, Landscape, Memory (1998), sobre as consequências de vários genocídios contemporâneos em países como o Ruanda, Camboja, Vietname, Alemanha, Ucrânia, Arménia e Namíbia. O seu segundo livro, Afghanistan: Chronotopia (2002), é sobre o conflito no Afeganistão, e o terceiro, Bleed (2005), foi dedicado ao rescaldo da Guerra da Bósnia (1992–1995). Partiu para a fotografia histórica com o seu livro Burke + Norfolk (2001), dedicado ao trabalho do fotógrafo irlandês John Burke durante a Segunda Guerra Anglo-Afegã, na década de 1880, e ao seu próprio trabalho, nele inspirado e relacionado com a guerra contemporânea no mesmo país. Este livro foi objecto de uma exposição que teve lugar na Tate Modern, em Londres, em 2011, sendo Norfolk um dos poucos fotógrafos a receber uma exposição individual naquele museu.

## Prémios
Norfolk tem recebido vários prémios internacionais de fotografia, incluindo o World Press Photo (2001), o European Publishers Award for Photography (2002), e o Infinity Prize, do International Center of Photography (2004), e os Sony World Photography Awards, Professional Competition, Pessoas, 1º lugar (2012), e de Paisagem (2015).

## Obras
Publicou os seguintes livros de fotografia:
- For Most of It I Have No Words: Genocide, Landscape, Memory (1998)
- Afghanistan: Chronotopia (2002)
- Bleed (2005)
- Full Spectrum Dominance (2009), edição do autor, limitada a 95 exemplares.
- Burke + Norfolk: Photographs from the War in Afghanistan by John Burke and Simon Norfolk (2011)

## Colecções públicas
Está representado em várias colecções públicas, incluindo o Amon Carter Museum of American Art, em Fort Worth, Texas, o Cleveland Museum of Art, o Centro Internacional de Fotografia, em Nova Iorque, o Museu Metropolitano de Arte, em Nova Iorque, o San Francisco Museum of Modern Art, e a Tate Modern, em Londres.